# Пунітакі
Пунітакі (ісп. Punitaqui) — селище в Чилі. Адміністративний центр однойменної комуни. Населення селища - 3615 осіб (2002). Селище і комуна входить до складу провінції Лимарі регіону Кокімбо.
Територія — 1 339 км². Чисельність населення - 10 956 мешканців (2017). Щільність населення - 8,18 чол./км².

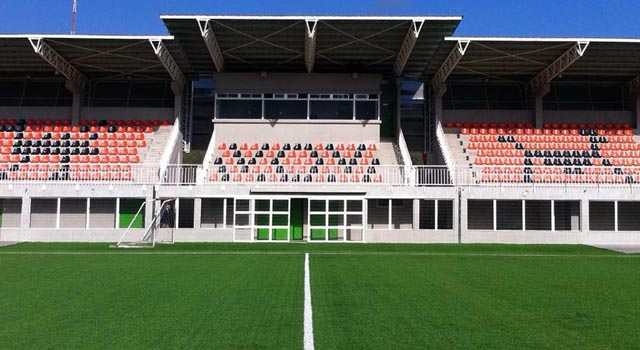
Міський стадіон Пунітакі

## Розташування
Селище розташоване за 103 км на південь від адміністративного центру області міста Ла-Серена.
Комуна межує:
- на півночі — комуна Овальє
- на сході — комуна Монте-Патрія
- на південному сході — комуна Комбарбала
- на півдні — комуна Канела
- на заході — комуна Овальє